# Amandava subflava
Il bengalino ventre arancio (Amandava subflava (Vieillot, 1819)) è un uccello passeriforme della famiglia degli Estrildidi.
Il nome scientifico della specie, dal quale deriva anche il nome comune, è frutto dell'unione delle parole latine sub- (prefisso per "al di sotto") e flavus ("giallo"), col significato di "dal ventre giallo", in riferimento alla livrea  di questi uccelli.

## Descrizione

### Dimensioni
Coi suoi 9–10 cm di lunghezza, il bengalino ventre arancio rappresenta una delle specie di uccelli più piccole del continente africano, nonché una delle specie di estrildidi di minori dimensioni.

### Aspetto

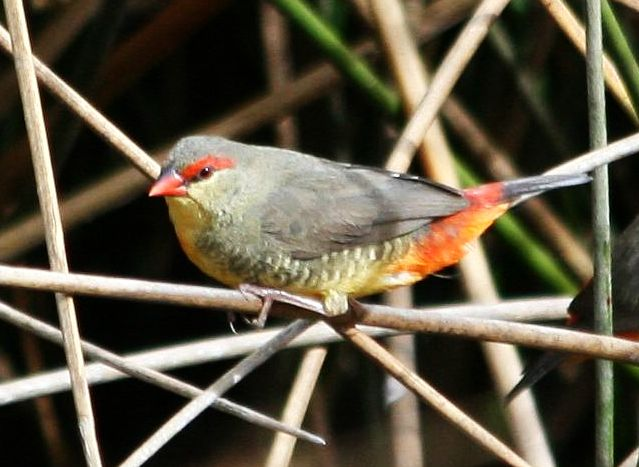
Un maschio nei pressi di Pietermaritzburg.

Si tratta di un uccello dall'aspetto massiccio, con becco forte e appuntito di forma conica.

La livrea è piuttosto sgargiante: il dorso, le ali, la nuca e la parte ruperiore della testa sono di colore grigio-verdastro, colore che si ritrova anche sui fianchi, che però sono striati di giallo. Gialli sono la gola, il petto ed il ventre, dove il giallo tende a sfumare nell'arancio carico che è il colore del sottocoda (da cui il nome comune della specie). La coda è nera, le zampe sono di color carnicino, gli occhi sono bruno-rossicci, il becco è rosso corallo con base nera. Il maschio, in particolare durante il periodo degli amori, possiede colorazione di petto e ventre molto più intensa rispetto alla femmina, che manca inoltre del caratteristico "sopracciglio" e del codione, entrambi di colore rosso, che è una prerogativa del maschio e che distingue i due sessi anche durante la fase di eclissi, quando la colorazione si sbiadisce.

## Biologia

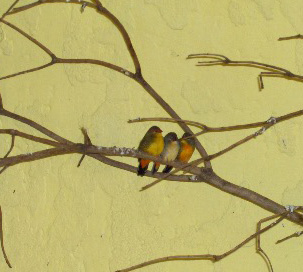
Gruppo di bengalini ventrearancio in voliera.

Si tratta di uccelli dalle abitudini diurne e gregarie, che al di fuori della stagione riproduttiva si riuniscono in gruppetti di una ventina d'individui, a volte associandosi a stormi di altri fringillidi. I bengalini ventrearancio sono animali molto agili e vivaci, che passano la maggior parte della giornata in movimento alla ricerca di cibo e acqua.

### Alimentazione
La dieta del bengalino ventre arancio è essenzialmente granivora: grazie al forte becco, questi uccelli sono in grado di avere ragione di una grande varietà di piccoli semi, principalmente di graminacee. Essi integrano inoltre la propria dieta con bacche, germogli, frutta e piccoli insetti.

### Riproduzione
Il periodo riproduttivo di questa specie cade generalmente verso la fine della stagione delle piogge, in maniera tale da assicurare ai nascituri un abbondante rifornimento di cibo.

Durante la stagione riproduttiva le coppie tendono a separarsi dal proprio gruppo di appartenenza per nidificare: spesso, in particolare nella porzione meridionale dell'areale occupato da questa specie, accade che questi uccelli preferiscano occupare nidi abbandonati di uccelli tessitori o di beccamoschino piuttosto che frabbricarne uno ex novo. Il nido, quando costruito, ha una forma globosa ed è costituito da un intreccio grossolano di rametti e altre fibre vegetali ubicato nel folto della vegetazione.
La cova dura circa 13 giorni e viene portata avanti da ambedue i genitori, che si alternano durante il giorno e tornano a riposare assieme all'interno del nido durante la notte. I nidiacei, ciechi e nudi alla schiusa, vengono imbeccati da entrambi i partner e sono in grado d'involarsi attorno alle tre settimane di vita, sebbene ne occorrano almeno altrettante prima che si allontanino definitivamente dal nido.
Si tratta di uccelli molto robusti, che in cattività possono vivere anche 6-7 anni, mentre in natura la speranza di vita di questi uccelli difficilmente supera i 2-3 anni.
Il bengalino ventre arancio subisce parassitismo di cova da parte del combassù di Jambandù.

## Distribuzione e habitat
Il bengalino ventrearancio occupa un vasto areale che comprende gran parte dell'Africa subsahariana, dalla Senegambia al corno d'Africa e a sud fino alla Repubblica Sudafricana; lo si trova anche nella porzione meridionale della penisola arabica, oltre che in alcune zone (come ad esempio il Kuwait) dove è stato introdotto dall'uomo.
L'habitat di questi uccelli è rappresentato dalle zone erbose e dai canneti nei pressi di fonti d'acqua permanenti, oltre che dalle zone di boscaglia rada con ampie radure erbose e dalla savana alberata, fino a 2400 m di quota: nonostante si dimostri piuttosto timoroso nei confronti dell'uomo, colonizza senza problemi anche le aree coltivate, ed in alcune zone del proprio areale (ad esempio in Sudafrica) si spinge nei giardini e nei cortili delle case di periferia.

## Tassonomia
Se ne riconoscono tre sottospecie:
- Amandava subflava subflava, la sottospecie nominale, diffusa dalla Gambia all'Uganda settentrionale;
- Amandava subflava clarkei Shelley, 1903, diffusa dal Kenya al Sudafrica orientale;
- Amandava subflava niethammeri Wolters, 1969, diffusa dal Congo al Malawi.